# تیبر (داکوتای جنوبی)
تیبر(به انگلیسی: Tabor) ، شهری در ایالت داکوتای جنوبی کشور ایالات متحده آمریکا است که جمعیت آن در سرشماری سال ۲۰۱۰ میلادی، ۴۲۳ نفر بوده‌است.